# Australysmus lacustris
Australysmus lacustris is een insect uit de familie watergaasvliegen (Osmylidae), die tot de orde netvleugeligen (Neuroptera) behoort. 
Australysmus lacustris is voor het eerst wetenschappelijk beschreven door Kimmins in 1940. De soort komt voor in het zuidoosten van Australië.